# يوم الشجرة
يوم الشجرة هو عيد يحتفل فيه بالأشجار ويشجع الناس على زرعها والاعتناء بها. ويعتبر هذا اليوم يوم الشجرة العالمي يحتفل فيه بزراعة وحماية الغطاء النباتي في أغلب دول العالم، ويهدف هذا اليوم إلى زيادة رقعة المساحات الخضراء، وترميم الغابات الطبيعية بزرع غابات اصطناعية، مع إعطاء المزيد من الاهتمام بالأشجار المزروعة وحمايتها وترميم المساحات المزروعة وزرع مساحات خضراء جديدة، بالإضافة إلى حماية الغابات الطبيعية من التعديات. بدأت الفكرة في العادات الدينية القديمة ويحتفل بالعيد في الوطن العربي ودول كثيرة اليوم. وبين هذه الدول هي: الولايات المتحدة الأمريكية، وأستراليا، وكندا، ونيوزيلندا، كوريا الجنوبية، وإسبانيا.

## الأصول والتاريخ

### أول يوم شجرة في العالم
أقامت قرية موندونيدو الإسبانية أول مهرجان موثق لزراعة الأشجار في العالم الذي نظمه عمدة المدينة عام 1594. يدعى المكان الآن ألاميدا دي لوس ريميديوس وما يزال يزرع بأشجار الليمون وكستناء الحصان. يُذكّر مَعلَم  غرانيتي متواضع ولوحة برونزية بالحدث. بالإضافة إلى ذلك، أقامت قرية فيلانويفا دي لا سييرا الإسبانية الصغيرة أول يوم شجرة حديث، في مبادرة أطلقها كاهن محلي عام 1805 بدعم حماسي من جميع السكان.
بينما كان نابليون يدمّر أوروبا بطموحه، عاش الكاهن دون خوان أبرن سامتريس في قرية في سييرا دي غاتا، الذي كان وفقًا للسجلات «مقتنعًا بأهمية الأشجار للصحة، والنظافة، والتزيين، والطبيعة، والبيئة والعادات. لذا قرّر زرع الأشجار في جو احتفالي. بدأ المهرجان يوم الثلاثاء في كرنفال مع قرع أجراس الكنيسة، الوسطى والكبيرة. وحتى المطلية بزخارف الكنيسة بعد القداس، زرع دون خوان، برفقة رجال الدين والمدرسين وعدد كبير من الجيران، الشجرة الأولى، وكانت شجرة حور، في المكان المعروف باسم وادي إل إيخيدو. استمر زرع الأشجار في أرويادا وفوينتي دي لا مورا. بعد ذلك، أقاموا وليمة ولم يفوتوا الرقص. استمر الاحتفال والزرع ثلاثة أيام. صاغ دون خوان بيانًا دفاعيًا عن الأشجار المرسلة إلى المدن المحيطة لنشر حب واحترام الطبيعة، ونصحهم بزرع الأشجار في مناطقهم. –ميغيل هيريرو أوسيدا، يوم الشجرة

### أول يوم شجرة أمريكي
أسس جيه. ستيرلينغ مورتون أول يوم شجرة أمريكي في مدينة نبراسكا بولاية نبراسكا في 10 أبريل 1872، زرع ما يقدر بنحو مليون شجرة في نبراسكا.
كان بيردسي نورثروب من كونيتيكت مسؤولاً عن عولمة الفكرة عندما زار اليابان عام 1883 وسلم رسالته التي حملت عنوان «يوم الشجرة وتحسين القرية». في نفس العام، نصّبته جمعية الغابات الأمريكية رئيسًا للجنة حملة يوم الشجرة في جميع أنحاء البلاد. ونقل حماسه ليوم الشجرة إلى أستراليا وكندا وأوروبا.

### ماكرييت وثيودور روزفلت
ابتداءً من عام 1906، زعم إسرائيل ماكرييت من دوبوا، بنسلفانيا، وهو أحد أكبر أنصار حماية البيئة في بنسلفانيا، أن خطاب الرئيس ثيودور روزفلت للحفاظ على البيئة اقتصر على رجال أعمال صناعة الأخشاب، وأوصى بحملة لتعليم الشباب وبسياسة وطنية لتعليم الحفاظ على البيئة. وحث ماكرييت روزفلت على الإدلاء ببيان عام لتعليم طلاب المدارس حول الأشجار وتدمير الغابات الأميركية. تبنى رئيس دائرة الغابات في الولايات المتحدة غيفورد بنكوت توصيات ماكرييت وطلب من الرئيس أن يتحدث إلى طلاب المدارس العامة في الولايات المتحدة عن الحفاظ على البيئة. في 15 أبريل 1907، أصدر روزفلت «إعلان يوم الشجرة لطلاب المدارس في الولايات المتحدة» حول أهمية الأشجار وأن علم الحراج يستحق أن يدرس في المدارس الأمريكية. كتب بينشوت لمكراييت، «يجب علينا جميعًا أن نكون مدينون لك لأنك قدمت هذا الاقتراح.»

## تاريخ المناسبة
أسس جولياس ستيرلينج مورتون يوم الشجرة في أمريكا في ولاية نبراسكا سنة 1872. وانشاه لان مورتون انتقل من ولاية ميشيغان إلى ولاية نابراسكا ورغب في النظر إلى الأشجار. مورتون هو الصحافي الذي انشا الصحيفة الأولى في ولاية نابراسكا. اقترح يوم لزراعة الأشجار في اجتماع مجلس زراعة نابراسكا في 4 شهر يناير1872 واحتفل بيوم الأشجار في 10 أبريل في تلك السنة.
اليوم في أمريكا يحتفل الأمريكيون بيوم الشجر بزراعة الأشجار لكن يحتفلون بطرق أخرى أيضا. المدارس أحيانا تعلم الأطفال عن البيئة وموضوعات مثل صيانة البيئة.
في أغلب البلاد العربية أن لم يكن جميعها يحتفل بيوم الشجرة وتجرى احتفالات رسمية كثيرة لغرس أعداد كبيرة من شتلات الأشجار.

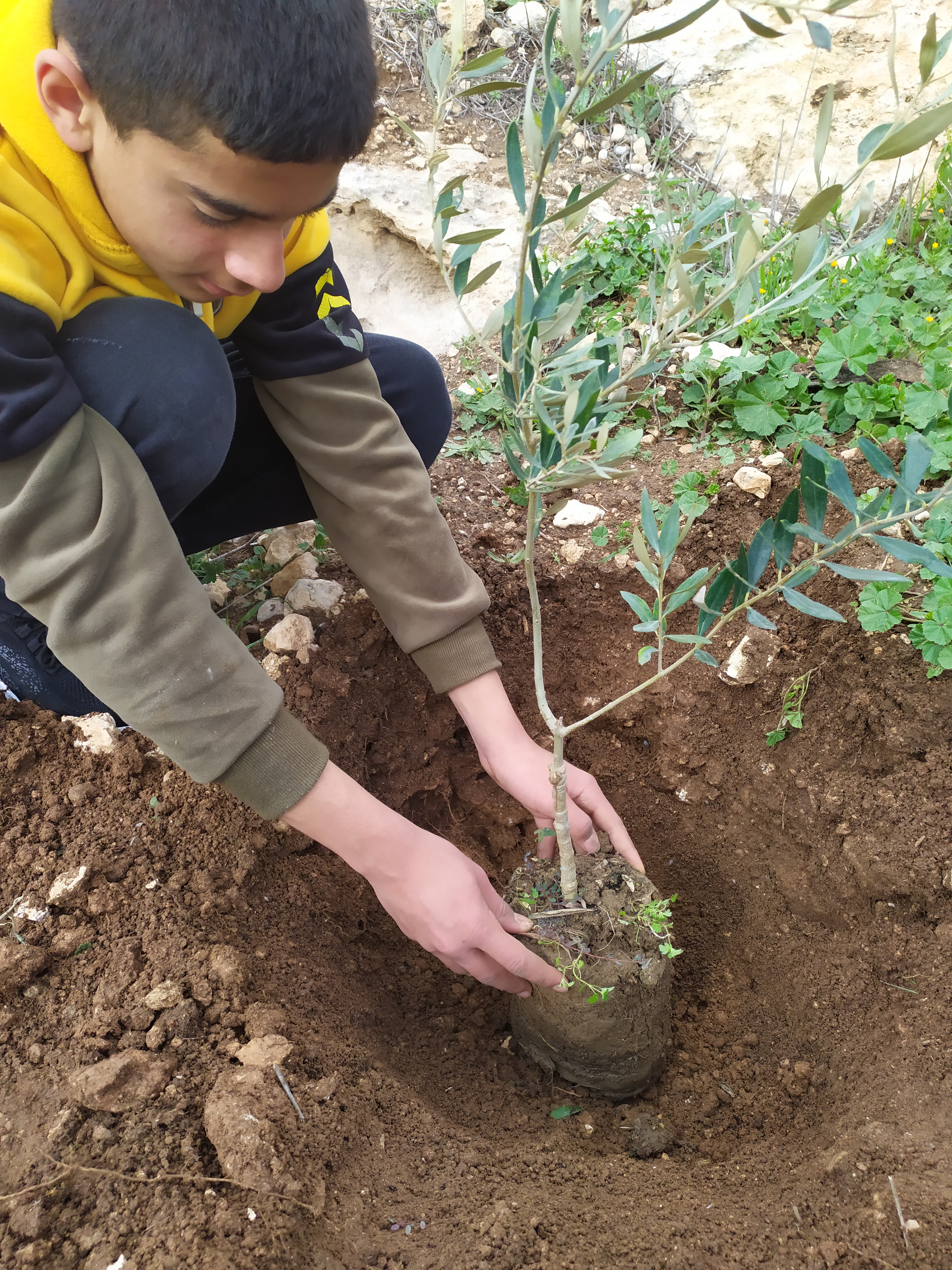
طفل فلسطيني يزرع شجرة زيتون جنوب الضفة الغربية، أحد أهم الأشجار المثمرة

وتبرز أهمية الشجرة في الإسلام، فقد ورد ذكرها في القران عدة مرات وفي عدة مناسبات يهمنا منها وما ورد في سورة الصافات الآية (146) {وأنبتنا عليه شجرة من يقطين} وفي سورة الفتح الآية (18) {لقد رضي الله عن المؤمنين إذ يبايعونك تحت الشجرة فعلم ما في قلوبهم فأنزل السكينة عليهم وأثابهم فتحا قريبا}.

## الفروقات بين الدول

### سوريا
يصادف الخميس الأخير من كل عام عيد الشجرة.

## فلسطين
يصادف يوم الخامس عشر من كانون الثاني يوم الشجرة الفلسطيني، وهو اليوم الذي يحتفل فيه بزراعة الأشجار ومن أهمها شجرة الزيتون.

### تونس
يقع في تونس الاحتفال بعيد الشجرة ويصادف الأحد الثاني من شهر نوفمبر. وتنظم فيه حملة وطنية للتشجير بمشاركة عديد المؤسسات والجمعيات بمختلف مناطق البلاد.

### الجزائر

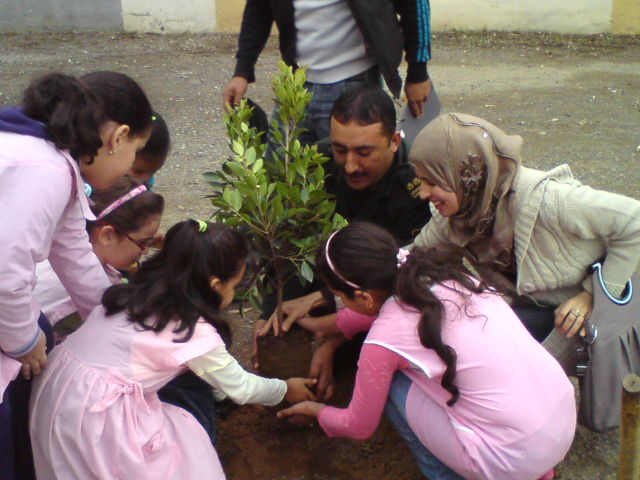
عيد الشجرة في الجزائر

في الجزائر، اليوم الوطني للشجرة هو 21 مارس.
يوجد أيضا في الجزائر اليوم الوطني للشجرة 25 أكتوبر
يوم الشجرة هو عيد يحتفل فيه الأشجار ويشجع الناس على الاعتناء بها وزرعها حيث توزع الأشجار على المواطنين من طرف الدولة وهم يقومون بغراستها كما يشارك أطفال المدارس في هاته المناسبة ويم تسرحهم للقيام بغرس الأشجار

### أستراليا
28 يوليو هو اليوم الوطني لغرس الأشجار في المدارس بجميع أنحاء أستراليا و30 يوليو هو اليوم الوطني لغرس الأشجار لبقية الأمة.

### الصين
في جمهورية الصين (تايوان): ظل يوم الأشجار تقليديا عطلة تقليديا في جمهورية الصين منذ عام 1927.ويحتفل به يوم 12 مارس.
في جمهورية الصين الشعبية: في عام 1981، اتخذ المجلس الوطني لنواب الشعب لجمهورية الصين الشعبية قرارا بخصوص تطوير الحملة التطوعية لغرس الأشجار. أنشأ هذا القرار يوم الأشجار ونص على أن كل مواطن يتراوح عمره بين 11 و 60 وينبغي أن يغرس ما بين ثلاث إلى خمس أشجار في السنة أو ما يعادل ذلك من العمل في الشتلات، وزراعة الأشجار أو غيرها من الخدمات. ولذلك، فإن حملة غرس الأشجار في الواقع إلزامية.
كما تحتفل جمهورية الصين الشعبية بيوم الشجرة في 12 مارس.

### كمبوديا
اليوم الوطني لغرس الأشجار هو 1 يونيو.

### جمهورية أفريقيا الوسطى
اليوم الوطني لغرس الأشجار هو 22 يوليو.

### الأردن
اليوم الوطني لغرس الأشجار أو يوم الشجرة، هو 15 يناير.

### ألمانيا
يوم الشجرة هو 25 أبريل وبدأ الاحتفال به منذ عام 1952.

### إيران
اليوم الوطني لغرس الأشجار هو يوم 5 مارس.

### اليابان
اليابان تحتفل بيوم مماثل تحت شعار يوم الخضراوات يوم 29 أبريل.

### كينيا
اليوم الوطني لغرس الأشجار هو يوم 21 أبريل. في كثير من الأحيان يقوم الناس بزراعة أشجار النخيل والجوز الهندي على طول ساحل المحيط الهادئ على الساحل الشرقي لكينيا.

### ليسوتو
اليوم الوطني لغرس الأشجار هو يوم 21 مارس.

### جمهورية مقدونيا
احتفلت مقدونيا بيوم الشجرة 12 مارس 2008. واعلن رسميا يوم عطلة، غرست فيه أكثر من مليوني شجرة. العطلة أعلنت لإعادة تشجير المناطق التي دمرتها حرائق الغابات من صيف عام 2007.

### ملاوي
اليوم الوطني لغرس الأشجار هو ثاني يوم اثنين من شهر ديسمبر.

### المكسيك
اليوم الوطني لغرس الأشجار هو ثاني يوم خميس من شهر يوليو.

### فنزويلا
يعرف في فنزويلا بـ "Día del Arbol" وهو يوافق 12/مايو.